# Malév Hungarian Airlines
Malév Hungarian Airlines (Hongarès: Magyar Légiközlekedési Vállalat, abreujat: Malév) és la principal aerolínia d'Hongria, propietat de l'estat. Opera des de Budapest i té una alta presència en l'est i centre d'Europa. Ofereix 50 destinacions a 34 països. Pertany a l'aliança Oneworld. El novembre de 2006, el govern hongarès va anunciar la seva privatització, tot i que ja va ser privatitzada en part el 1992, quan l'Estat hongarès va vendre el 35% a la companyia italiana Alitalia i un altre 5 per cent a la societat d'inversions Simest, però el 1999 l'Estat hongarès va tornar a comprar l'empresa.